# Lasioglossum mitchelli
Lasioglossum mitchelli is een vliesvleugelig insect uit de familie Halictidae. De wetenschappelijke naam van de soort is voor het eerst geldig gepubliceerd in 2010 door Jason Gibbs. De eerdere naam Lasioglossum atlanticum voor dit taxon was in 1960 als Dialictus atlanticus gepubliceerd door Mitchell, maar kon in het geslacht Lasioglossum wegens het bestaan van een homoniem niet meer gebruikt worden.